# Champlost
Champlost – miejscowość i gmina we Francji, w regionie Burgundia-Franche-Comté, w departamencie Yonne.
Według danych na rok 1990 gminę zamieszkiwały 733 osoby, a gęstość zaludnienia wynosiła 32 osoby/km² (wśród 2044 gmin Burgundii Champlost plasuje się na 325. miejscu pod względem liczby ludności, natomiast pod względem powierzchni na miejscu 345.).